# Ricardo Prass
Ricardo Prass, pseud. "boltz" (ur. 10 kwietnia 1997) – brazylijski profesjonalny gracz Counter-Strike: Global Offensive, będący riflerem w organizacji INTZ eSports. Był reprezentant takich formacji jak KaBuM! eSports, Keyd Stars, Games Academy, Luminosity Gaming, Tempo Storm, Immortals, SK Gaming czy Made in Brazil. 18 najlepszy gracz CS:GO 2018 roku. Dotychczas w swojej karierze zarobił ok. 357 tysięcy dolarów.

## Życiorys
Karierę rozpoczął 2 lipca 2013 roku, kiedy dołączył do Downstage. 5 listopada 2014 boltz dołączył do KaBuM! eSports, z którą zakwalifikował się na turniej ESL One Katowice 2015, w którym zajęli ostatecznie 5/8 miejsce, przegrywając z Virtus.pro. 23 lutego 2015 skład KaBuM został przejęty przez Keyd Stars. 17 lipca tego samego roku Keyd Stars utraciło swój skład, dlatego zespół 28 lipca dołączył do Luminosity Gaming. 29 listopada 2015 boltz dołączył do Games Academy, które później zostało przejęte przez Tempo Storm. 1 czerwca 2016 roku Tempo Storm zostało przejęte przez Immortals. Z tą drużyną, 2 lipca 2017 zakwalifikował się na turniej PGL Major Kraków, w którym Immortals zajęło 2 miejsce, przegrywając w finale z Gambit Esports. 31 października 2017 boltz został wypożyczony do SK Gaming. 23 czerwca 2018 SK Gaming zostało przejęte przez Made in Brazil. 21 października tego samego roku Ricardo dołączył do g3nerationX na zasadzie wypożyczenia z MiBR. 30 listopada 2018 oficjalnie opuścił szeregi Made in Brazil i dołączył do Luminosity. 12 września 2019 skład Luminosity rozstał się z organizacją, dlatego Ricardo dołączył do formacji INTZ eSports, 5 listopada. 

## Wyróżnienia indywidualne
- Został wybrany 18 najlepszym graczem 2017 roku według serwisu HLTV[8].

## Osiągnięcia[9][10]
- 1 miejsce - iBUYPOWER Invitational 2015 - Summer
- 2 miejsce - WinOut.net CS:GO Championship
- 5/8 miejsce - DreamHack Open Cluj-Napoca 2015
- 3/4 miejsce - iBUYPOWER Cup
- 1 miejsce - RGN Winter Classic II
- 1 miejsce - Stream.me Gauntlet
- 1 miejsce - CEVO Pro League Season 9
- 2 miejsce - DreamHack Open Austin 2016
- 2 miejsce - Americas Minor Championship - Cologne 2016
- 1 miejsce - DreamHack Open Summer 2016
- 1 miejsce - Northern Arena 2016 - Toronto
- 1 miejsce - iBUYPOWER Invitational 2016 - Fall
- 1 miejsce - iBUYPOWER Masters 2016
- 1 miejsce - Americas Minor Championship - Atlanta 2017
- 2 miejsce - DreamHack Open Austin 2017
- 2 miejsce - Americas Minor Championship - Kraków 2017
- 2 miejsce - PGL Major Kraków 2017
- 2 miejsce - DreamHack Open Montreal 2017
- 1 miejsce - EPICENTER 2017
- 1 miejsce - BLAST Pro Series: Copenhagen 2017
- 1 miejsce - ESL Pro League Season 6 - Finals
- 1 miejsce - WESG 2017 North American Finals
- 1 miejsce - Adrenaline Cyber League 2018
- 1 miejsce - Moche XL Esports 2018
- 3/4 miejsce - ESEA Season 32: Global Challenge